# Serhiy Lichtchouk
Serhiy Lichtchouk,, en ukrainien : Сергій Ліщук, né le 31 mars 1982 à Rivne dans la République socialiste soviétique d'Ukraine, est un joueur ukrainien de basket-ball.

## Carrière
Il met un terme à sa carrière professionnelle à l'issue de la saison 2015-2016 qu'il dispute avec le CB Murcie.

## Palmarès

### En club
- Vainqueur de la Coupe d'Ukraine en 2006, 2008 et 2009 avec l'Azovmach Marioupol.
- Champion d'Ukraine en 2006, 2007, 2008 et 2009 avec l'Azovmach Marioupol.
- Vainqueur de l'EuroCoupe en 2010 et en 2014 avec le Valencia Basket Club.